# کشتار قهرمان ماراش
کشتار  ماراش یا کشتار مرعش یا حوادث مرعش، کشته شدن علویان، کردها و چپ‌هاست که بین ۱۹ تا ۲۶ دسامبر ۱۹۷۸ در قهرمان‌ ماراش توسط گروه گرگ های خاکستری رخ داد. بر اساس کیفرخواست، ۱۱۱ نفر در جریان حوادث هفت روزه کشته شدند. ۵۵۹ خانه متعلق به علویان در آتش سوخت و نزدیک به ۲۹۰ محل کار ویران شد. در پایان محاکمه‌هایی که ۲۳ سال به طول انجامید، ۲۲ نفر به اعدام، ۷ نفر به حبس ابد و ۳۲۱ نفر به حبس از ۱ تا ۲۴ سال محکوم شدند. ۶۸ نفر که نقش مهمی در قتل‌عام داشتند قابل دسترسی نبودند.